# Brownsville (Florida)
Brownsville ist ein census-designated place (CDP) im Miami-Dade County im US-Bundesstaat Florida. Das U.S. Census Bureau hat bei der Volkszählung 2020 eine Einwohnerzahl von 16.583 ermittelt.

## Geographie
Brownsville grenzt an die Städte Hialeah und Miami sowie an den CDP Gladeview.

## Demographische Daten
Laut der Volkszählung 2010 verteilten sich die damaligen 15.313 Einwohner auf 5797 Haushalte. Die Bevölkerungsdichte lag bei 2439,5 Einw./km². 19,8 % der Bevölkerung bezeichneten sich als Weiße, 74,7 % als Afroamerikaner und 0,3 % als Indianer. 3,3 % gaben die Angehörigkeit zu einer anderen Ethnie und 1,8 % zu mehreren Ethnien an. 25,7 % der Bevölkerung bestand aus Hispanics oder Latinos.
Im Jahr 2010 lebten in 41,1 % aller Haushalte Kinder unter 18 Jahren sowie 28,4 % aller Haushalte Personen mit mindestens 65 Jahren. 66,2 % der Haushalte waren Familienhaushalte (bestehend aus verheirateten Paaren mit oder ohne Nachkommen bzw. einem Elternteil mit Nachkomme). Die durchschnittliche Größe eines Haushalts lag bei 3,01 Personen und die durchschnittliche Familiengröße bei 3,74 Personen.
33,1 % der Bevölkerung waren jünger als 20 Jahre, 27,0 % waren 20 bis 39 Jahre alt, 25,0 % waren 40 bis 59 Jahre alt und 15,0 % waren mindestens 60 Jahre alt. Das mittlere Alter betrug 31 Jahre. 47,6 % der Bevölkerung waren männlich und 52,4 % weiblich.
Das durchschnittliche Jahreseinkommen lag bei 26.149 $, dabei lebten 35,9 % der Bevölkerung unter der Armutsgrenze.
Im Jahr 2000 war Englisch die Muttersprache von 89,24 % der Bevölkerung, spanisch sprachen 10,22 % und 0,53 % sprachen haitianisch.

## Verkehr
Brownsville wird von den Florida State Roads 9, 112 (Airport Expressway) und 944 durchquert oder tangiert. Der Bahnhaltepunkt Hialeah Market der Tri-Rail sowie der Flughafen Miami befinden sich unweit westlich des CDP.